# Saint-Geniès-des-Mourgues
Saint-Geniès-des-Mourgues è un comune francese di 1 648 abitanti situato nel dipartimento dell'Hérault nella regione dell'Occitania.

## Società

### Evoluzione demografica
Abitanti censiti